# Стратієвський Натан Борисович
Натан Борисович Стратієвський (22 грудня 1920 — 25 серпня 2003) — радянський військовий льотчик часів Другої світової війни, начальник зв'язку авіаційної ескадрильї 96-го гвардійського бомбардувального авіаційного полку 301-ї бомбардувальної авіаційної дивізії (16-а повітряна армія), гвардії лейтенант. Герой Радянського Союзу (1945).

## Життєпис
Народився 22 грудня 1920 року в місті Одесі в родині робітника. Єврей. У 1922 році разом з батьками переїхав до Москви. Закінчив залізничну школу на станції Любліно (Москва) і один курс Московського електромеханічного інституту інженерів залізничного транспорту.
До лав РСЧА призваний Дзержинським РВК Москви 1939 року. Закінчив школу молодших авіаційних спеціалістів у 1940 році.
Учасник німецько-радянської війни з 24 червня 1941 року. Воював на Південно-Західному, Сталінградському, Донському, Центральному і 1-у Білоруському фронтах. Член ВКП(б) з 1942 року.
До 1 листопада 1941 року стрілець-радист 99-го бомбардувального авіаційного полку сержант Н. Б. Стратієвський здійснив 69 бойових вильотів, вистріляв по ворогові понад 6 тисяч патронів, скинув 56 тисяч листівок.
З лютого 1942 роу й до кінця війни перебував флагманським стрільцем-радистом в екіпажі командира ескадрильї Героя Радянського Союзу гвардії майора О. П. Смирнова.
Всього за роки війни здійснив 238 вдалих бойових вильотів, з них 83 — на повітряну розвідку. Брав участь у 67 повітряних боях, в яких збив особисто 5 і в складі групи — 5 літаків супротивника, ще 7 літаків було знищено кулеметним вогнем під час штурмовки ворожих аеродромів.
Після закінчення війни продовжив військову службу. У 1949 році закінчив Військовий інститут іноземних мов. Викладав англійську мову в Харківському військовому авіаційному училищі штурманів. З 1956 року капітан Н. Б. Стратієвський — у запасі.
Мешкав у Москві. Працював директором Курсів іноземних мов № 2 при Мосміськвиконкомі, позаштатним перекладачем у Військовому видавництві технічної літератури. Вів значну громадську роботу. Помер 25 серпня 2003 року. Похований на Троєкурівському цвинтарі.

## Нагороди
Указом Президії Верховної Ради СРСР від 23 лютого 1945 року «за зразкове виконання бойових завдань командування на фронті боротьби з німецькими загарбниками та виявлені при цьому відвагу і героїзм», гвардії лейтенантові Стратієвському Натану Борисовичу присвоєне звання Героя Радянського Союзу з врученням ордена Леніна і медалі «Золота Зірка» (№ 5365).
Також був нагороджений орденами Червоного Прапора (09.12.1941), Вітчизняної війни 1-го (11.03.1985) та 2-го (14.02.1943) ступенів, двома орденами Червоної Зірки (06.11.1941, …) і медалями.